# Jessie Hester
Jessie Lee Hester (Belle Glade, 21 gennaio 1963) è un ex giocatore di football americano statunitense che ha militato nel ruolo di wide receiver nella National Football League (NFL).

## Carriera
Al college Hester giocò a football a Florida State. Fu scelto dai Los Angeles Raiders nel corso del primo giro (ventitreesimo assoluto) del Draft NFL 1985. Vi giocò fino al 1987, dopo di che militò negli Atlanta Falcons (1988-1989), negli Indianapolis Colts (1990-1993) e nei Los Angeles/St. Louis Rams (1994-1995). La sua miglior stagione a livello statistico fu nel 1990 con i Colts quando ricevette 924 yard e segnò 6 touchdown.